# Azétidine
L'azétidine, ou triméthylènimine, est un composé chimique de formule (CH2)3NH. La molécule contient un hétérocycle azoté à quatre atomes. La substance se présente sous la forme d'un liquide incolore. Elle peut être obtenue par conversion thermique du 1,3-diaminopropane (en) par l'acide chlorhydrique
NH2–CH2–CH2–CH2–NH2 → (CH2)3NH + NH3.
Le cycle de l'azétidine peut être ouvert par des nucléophiles. Ainsi, l'éthylènediamine réagit avec l'azétidine sous l'effet d'un catalyseur au palladium pour donner une triamine :

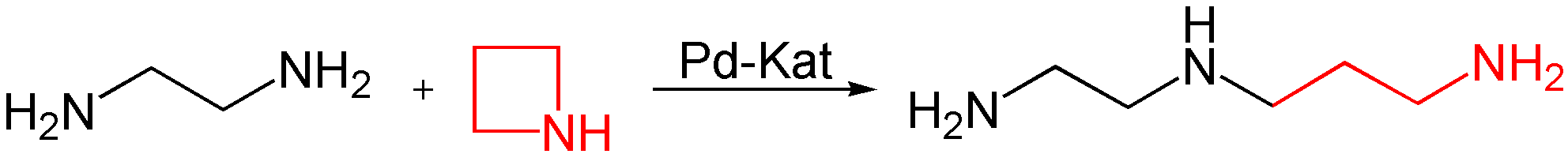
Ouverture du cycle de l'azétidine par un catalyseur au palladium.